# Strazjets
Strazjets (Bulgaars: Стражец) is een dorp in het noordoosten van Bulgarije, gelegen in de gemeente Razgrad in oblast Razgrad. Het dorp ligt hemelsbreed ongeveer 3 km ten noorden van de stad Razgrad en 275 km ten noordoosten van de hoofdstad Sofia. 

## Bevolking
Het dorp Strazjets had bij de laatste officiële volkstelling van 7 september 2021 een inwoneraantal van 1.255 personen. Dit waren 307 mensen (-19,7%) minder dan 1.562 inwoners bij de census van 1 februari 2011. De gemiddelde jaarlijkse groei in die periode komt daarmee uit op -2%, hetgeen lager is dan het landelijk jaarlijks gemiddelde over deze periode (-1,14%).
- 1934 802
Koninkrijk Bulgarije
- 1946 724
Volksrepubliek Bulgarije
- 1956 636
Volksrepubliek Bulgarije
- 1965 901
Volksrepubliek Bulgarije
- 1992 1949
Republiek Bulgarije
- 2001 2012
Republiek Bulgarije
- 2011 1562
Republiek Bulgarije
- 2021 1255
Republiek Bulgarije

- Koninkrijk Bulgarije
- Volksrepubliek Bulgarije
- Republiek Bulgarije

In het dorp wonen grotendeels etnische Bulgaarse Turken, maar er is ook een grote minderheid van etnische Bulgaren en Roma. In de optionele volkstelling van 2011 identificeerden 822 van de 1359 ondervraagden zichzelf met de Turkse etniciteit - ruim 60% van de ondervraagden. De overige inwoners waren vooral etnische Bulgaren (23%) of Roma (9%).
| Etnische samenstelling van de respondenten (2011) | Etnische samenstelling van de respondenten (2011) | Etnische samenstelling van de respondenten (2011) | Etnische samenstelling van de respondenten (2011) | Etnische samenstelling van de respondenten (2011) |
| ------------------------------------------------- | ------------------------------------------------- | ------------------------------------------------- | ------------------------------------------------- | ------------------------------------------------- |
|                                                   |                                                   |                                                   |                                                   |                                                   |
| Bulgaren                                          | Bulgaren                                          |                                                   | 23,91%                                            | 23,91%                                            |
| Turken                                            | Turken                                            |                                                   | 60,49%                                            | 60,49%                                            |
| Roma                                              | Roma                                              |                                                   | 9,20%                                             | 9,20%                                             |
| Anders/Onbekend                                   | Anders/Onbekend                                   |                                                   | 6,4%                                              | 6,4%                                              |